# Марсель, Жан-Жозеф
Жан-Жозе́ф Марсе́ль (фр. Jean-Joseph Marcel; 24 ноября 1776, Париж, Франция — 11 марта 1854, там же) — французский типограф, филолог, переводчик и коллекционер древностей. Участник Египетского похода Наполеона Бонапарта в качестве переводчика и издателя. Первым опубликовал при помощи техники автографии изображение Розеттского камня, которое в дальнейшем стало ключом к расшифровке древнеегипетского иероглифического письма. Многолетний руководитель Республиканского (с 1805 года — Императорского) издательства Франции. Автор многочисленных трудов по филологии, истории и культуре арабских стран.

## Биография
Родился в Париже 24 ноября 1776 года. 
С отличием окончил Парижский университет, за время учёбы несколько раз получал премию в качестве лучшего студента. Во время Великой французской революции сменил множество занятий: руководил фабрикой по производству селитры, был редактором газеты Journal des Écoles normales, читал курсы по стенографии. Вёл стенографические записи уроков истории в Высшей нормальной школе — в дальнейшем их расшифровка была издана и составила 10 томов. 
Позднее посвятил себя изучению восточных языков. Участвовал в Египетском походе Наполеона Бонапарта в качестве переводчика и типографа. Под его руководством выпускались издания Courrier de l'Égypte («Египетский курьер»), Décade egyptienne («Египетская декада»), Rapport de l'Institut d'Égypte («Сообщения Института Египта»), а также листовки и прокламации на арабском, турецком и греческом языках. После того, как 19 июля 1799 года молодой лейтенант Пьер Бушар обнаружил древнеегипетскую стелу с тремя параллельными текстами (получившую впоследствии название «Розеттский камень», надписи на котором позволили расшифровать тайну древнеегипетского иероглифического письма), Марсель подготовил первую научную публикацию, выпущенную в Каире посредством недавно разработанной техники автографии.
Выпустил в Египте несколько справочников и словарей по арабскому, турецкому и персидскому языкам. Приобрёл в мечети Амр ибн аль-Ас несколько сотен старинных арабских документов, которые стали основой его коллекции. За время своего пребывания в Египте Марсель собрал большую коллекцию ивритских, арабских, турецких, персидских, коптских, армянских, эфиопских и прочих рукописей. 
После возвращения на родину выпустил несколько научных трудов по истории и культуре Египта и Сирии, написанных и подготовленных участниками Египетского похода.
В 1804 году первый консул Наполеон Бонапарт поручил Марселю возглавить Республиканское (с 1805 года — Императорское) издательство, во главе которого Марсель оставался вплоть до 1815 года. Во время зарубежных походов Наполеона Бонапарта филиалы издательства были созданы во многих городах — от Рима до Гамбурга. За время своего пребывания на этом посту превратил издательство в одно из самых передовых в Европе не только за счёт увеличения количества печатных машин, но и за счёт приобретения шрифтов для самых разных языков; издал сотни различных работ: от статистических справочников до лингвистических трудов, посвящённых европейским и восточным языкам. К посещению Парижа римским папой Пием VII в 1805 году приурочил издание текста молитвы «Отче наш» на 150 разных языках. В 1814 году составил и издал труд «Русский алфавит» с историческими, литературными и типографскими комментариями.
После падения Наполеона был отстранён от должности. В дальнейшем посвятил себя научной работе: он опубликовал огромное количество работ, среди которых учебник по библейским языкам (1817—1820), несколько изданий французско-арабских словарей (1830, 1837 и 1851, включая отдельные разделы по алжирскому и тунискому диалектам), «Научную и военную историю французской экспедиции в Египет» (в соавторстве с Луи Рейбо, 1830), различные издания по истории и фольклору арабских народов. В 1844 году опубликовал крупнейший на тот момент 80-страничный труд «Общая таблица монет, имеющих хождение в Алжире» с многочисленными иллюстрациями.
Марсель был членом многочисленных научных объединений разных стран и был сооснователем Парижского азиатского общества в 1847 году, в котором с момента основания и до самой смерти занимал должность цензора. Последние годы жизни посвятил созданию нового издания арабского словаря, куда должны были быть включены диалектные слова почти всех североафриканских стран — от Египта до Сенегала, и многотомной «Истории Туниса». За время своей жизни собрал уникальную коллекцию из более чем 3000 древних документов, включая фрагменты коранов XVIII—XI веков. После его смерти коллекция была продана наследниками и сегодня составлявшие её издания разбросаны по различным книжным и музейным хранилищам Парижа, Мюнхена, Женевы и других городов. Фрагменты коранов из собрания Марселя хранятся сегодня в Российской национальной библиотеке в Санкт-Петербурге.
Жан-Жозеф Марсель скончался в Париже 11 марта 1854 года.

## Награды
- Кавалер ордена Почётного легиона — 17 мессидора XII года (6 июля 1804 года)[11]
- Офицер ордена Почётного легиона — 29 апреля 1838 года[11]